# Superliga 2010/11 (Europa)
Die Superliga 2010/11 war die 18. Saison der Superliga im Tischtennis. Sie dauerte von September 2010 bis März 2011.
Erstmals war auch die Schweiz in der Superliga vertreten, der TTC Neuhausen meldete eine Damenmannschaft.
Bei den Herren starteten diesmal nur 9 Teams, drei aus der Slowakei, je zwei aus Österreich und Tschechien sowie je eine aus Ungarn und Slowenien. Drei Dreiergruppen spielten in einer Hin- und Rückrunde eine Reihenfolge aus. Die Ersten und Zweiten Teams aus diesen Gruppen kämpften dann in einem Play-off-System um die Plätze eins bis sechs. Die restlichen Mannschaften spielten im Play-off-Verfahren die Plätze 7 bis 9 aus.
Bei den Damen waren zwölf Teams gemeldet, je drei aus Österreich und Tschechien, je zwei aus Ungarn und der Slowakei sowie je eine aus der Kroatien und der Schweiz. In drei Vierer-Gruppen wurde im Modus Jeder gegen Jeden eine Hin- und eine Rückrunde ausgetragen. Danach spielten die Ersten und Zweiten dieser Gruppen um die Plätze 1 bis 6, der Rest um die Plätze 7 bis 12.
Jede Mannschaft stellte zwei Doppelpaarungen und vier Einzelspieler. Es waren zwei Doppel und acht Einzel vorgesehen, welche nach dem Bundessystem ausgetragen wurden. Ein Wettkampf abgebrochen, wenn eine Mannschaft sechs Punkte erreicht hatte.
| Platz | Team                 | Nation | Aktive                                                                                             |
| ----- | -------------------- | ------ | -------------------------------------------------------------------------------------------------- |
| 1     | SVS Niederösterreich | AUT    | Chen Weixing, Werner Schlager, Stefan Fegerl, Daniel Habesohn, Dominik Habesohn                    |
| 2     | El Nino PRAHA        | CZ     | Tomas Konecny, Tomas Tregler, Michal Obeslo, Dmitrij Prokopcov                                     |
| 3     | CVSE Celldömölk      | HUN    | Adam Lindner, Peter Fazekas, Daniel Kriston                                                        |
| 3     | SK SATEX Bratislava  | SK     | Erik Illas, Martin Jaslovsky, Elcin Gasymov, Wei Weinan                                            |
| 5     | STAVOIMPEX Holíč     | SK     | Wang Yang, Radek Mrkvicka, Miroslav Zajic, Martin Palcek, Valentin Bazenov, Yang Lei, Marek Klasek |
| 6     | SK Kotlarka Praha    | CZ     | Petr Kaucky, Frantisek Obeslo, Marek Obeslo, Lukas Mazura, Michal Zatrepalek                       |
| 7     | UTTC-Stockerau       | AUT    | Stanislaw Fraczyk, Borna Kovac, Adam Pattantyus                                                    |
| 8     | RACA Bratislava      | SK     | Tomas Sereda, Zoltan Lelkes, Andrej Slovacik                                                       |
| 9     | NTK Kema Puconci     | SLO    | Dominik Skraban, Mitja Horvat, Bojan Roposa                                                        |

| Platz | Team                  | Nation | Aktive                                                                                     |
| ----- | --------------------- | ------ | ------------------------------------------------------------------------------------------ |
| 1     | SVS Ströck            | AUT    | Li Qian Bing, Valentina Popová, Daniela Dodean, Huang Yi-Hua, Judit Herczig, Jiang Xue     |
| 2     | Linz AG Froschberg    | AUT    | Iveta Vacenovská, Sofia Polcanova, Liu Jia, Kateřina Pěnkavová                             |
| 3     | Mladost Iskon Zagreb  | CRO    | Tamara Boroš, Mirela Durak, Zhou Yue, Mateja Jeger, Mirna Tomic                            |
| 4     | MSK CP Břeclav        | CZ     | Vivien Ellö, Lenka Harabaszova, Kristyna Mikulcova, Alena Dubkowa                          |
| 5     | Budaörsi SC           | HUN    | Szandra Pergel, Ema Recko, Cornelia Molnar, Krisztina Szvitan, Adrienn Szentkeressy-Kovacs |
| 6     | SKST CSAD Hodonin     | CZ     | Alena Vachovcová, Ivana Pelcmanova, Natalie Horak, Hana Matelová                           |
| 7     | LZ Linz-Froschberg    | AUT    | Liu Yuan, Anelji Lupulescu, Kovacs, Larisa Magyarosi                                       |
| 8     | Szekszárd AC          | HUN    | Andrada Vincze, Liu Siyu, Judit Wittinger, Mirella Madacki, Tapai                          |
| 9     | SKST Topvar Topolcany | SK     | Dijana Holok, Alena Kmotorkova, Alena Kudelova, Veronika Hippikova, Alena Kmotorkova       |
| 10    | TTC Neuhausen         | CH     | Monika Führer, Iva Kubisova, Laura Schärrer, Jacqueline Weiss                              |
| 11    | TJ Spartak Hluk       | CZ     | Lucie Zmolikova, Aneta Kucerova, Monika Jancova                                            |
| 12    | OSK Miňovce           | SK     | Sona Hudecova, Eva Jurkova, Ludmila Jurkova, Janka Mihalovova, Martina Adamekova           |

- AUT = Österreich
- CH = Schweiz
- CRO = Kroatien
- CZ = Tschechien
- HUN = Ungarn
- SK = Slowakei
- SLO = Slowenien